# Hermann Ginter
Hermann Josef Ginter (* 14. Februar 1889 in Freiburg im Breisgau; † 3. August 1966 ebenda) war ein deutscher katholischer Priester, Kunsthistoriker und Denkmalpfleger.

## Leben
Hermann Ginter war ein Sohn des Lokomotivführers Hermann Ginter und seiner Frau Maria geb. Laule. Hermann Ginter studierte an der Universität Freiburg im Breisgau katholische Theologie. Besonders stark beeinflusste ihn der Ordinarius für Patrologie, Christliche Archäologie und Kunstgeschichte Joseph Sauer. 1912 wurde er in St. Peter (Hochschwarzwald) zum Priester geweiht. Er war dann Vikar in Haslach im Kinzigtal, Oppenau und Kehl am Rhein sowie anschließend von 1920 bis 1927 Pfarrverweser und von 1927 bis 1935 Pfarrer in Ludwigshafen am Bodensee. Schon als Vikar schrieb er über die Kirche der ehemaligen Benediktinerabtei Gengenbach und die St. Michaelskirche in Appenweier. Ab 1923 redigierte er die heimatkundliche Bodensee-Chronik, in der er selbst über Kirchen- und Kunstgeschichte am Bodensee publizierte, so über die Wallfahrtskirche Birnau. In diesen Jahren entstand auch seine von Joseph Sauer betreute Dissertation Südwestdeutsche Kirchenmalerei des Barock. Die Konstanzer und Freiburger Meister des 18. Jahrhunderts. 1926 wurde er zum Dr. theol. promoviert. 1930 erschien die Dissertation im Druck. So ausgewiesen, wurde Ginter 1934 Schriftleiter des Freiburger Diözesan-Archivs, 1935 Schriftleiter des Konradsblatts, der Zeitschrift des Erzbistums Freiburg, und 1936 Dozent für katholische Religionslehre an der Hochschule für Lehrerbildung Karlsruhe.
1941 wurde das Konradsblatt verboten, 1942 wurden die Religionsvorlesungen in Karlsruhe eingestellt. Ginter wurde als „wissenschaftlicher Mitarbeiter“ an das „Landesdenkmalamt für das Elsass“ im seit 1940 in deutscher Hand befindlichen Straßburg gezogen. Er sollte bei der Bergung kirchlicher Kunstschätze während des weitergehenden Zweiten Weltkriegs mitwirken und Kirchenglocken vor ihrer Einschmelzung für Kriegszwecke begutachten. Von den nationalsozialistischen Behörden misstrauisch beobachtet, konnte er vieles retten. Trotzdem wurde er nach der Befreiung Straßburgs durch Jacques-Philippe Leclerc de Hauteclocque wie alle Deutschen im Dezember 1944 interniert. Erst nach zehn Monaten kam er im September 1945 mit Hilfe seiner elsässischen Freunde frei. Er durfte dann sein gesamtes Eigentum einschließlich seiner umfangreichen Bibliothek nach Baden zurücktransportieren.
Ab 1946 war er Pfarrverweser in Güttingen, heute ein Ortsteil von Radolfzell, also wieder am Bodensee. Als Joseph Sauer 1949 starb, wurde Ginter sein Nachfolger als Konservator der kirchlichen Kunstdenkmäler der Erzdiözese Freiburg. Der Nähe zu den Freiburger Behörden wegen wechselte er als Pfarrer nach Wittnau, einem Dorf einige Kilometer südlich von Freiburg. 1951 wurde er Dozent für kirchliche Denkmalpflege und 1956 Honorarprofessor für Kunstgeschichte an der theologischen Fakultät der Universität Freiburg. 1957 trat er als Pfarrer in den Ruhestand, behielt aber seine Wohnung im Wittnauer Pfarrhaus bis kurz vor seinem Tod bei. Der Tod riss ihn aus energischen Bemühungen um die Restaurierung der Wallfahrtskirche Birnau. An seiner Beisetzung in Freiburg nahm auch ein Vertreter des Straßburger Erzbischofs Jean-Julien Weber teil.

## Werke
Ein vollständiges Schriftenverzeichnis wurde 1966 im Freiburger Diözesan-Archiv veröffentlicht.
Sein wichtigstes wissenschaftliches Werk ist seine Dissertation – „eine Ehrenrettung des bislang von der Kunstwissenschaft … als ‚entartet‘ bezeichneten Barocks“. Sie enthält die bis heute grundlegenden Biographien und Werkverzeichnisse von Jakob Karl Stauder (1694–1756), Franz Joseph Spiegler, Franz Ludwig Hermann, Johann Christian Wentzinger, Benedikt Gambs, Johann Pfunner (1716–1788) und Simon Göser.
Im Übrigen führt das Schriftenverzeichnis Veröffentlichungen zu den bedeutendsten – nicht nur, aber vornehmlich barocken – südwestdeutschen und benachbarten Kunstdenkmälern auf, sei es im Ortenaukreis mit Offenburg, Gengenbach, Appenweier und Schuttern, sei es in Bodenseenähe mit Konstanz, Überlingen, Meersburg, Mimmenhausen, der Wallfahrtskirche Birnau, der Reichsabtei Salem und der Insel Reichenau, sei es im südlichen Regierungsbezirk Freiburg mit Freiburg selbst, Breisach, dem Kaiserstuhl, Kirchzarten, dem Kloster St. Peter auf dem Schwarzwald, dem Kloster St. Märgen, dem Kloster St. Blasien (Schwarzwald) und Herbolzheim, sei es – aus Ginters Straßburger Zeit – jenseits des Rheins in Ebersmünster.
Für die 2. Auflage des Lexikons für Theologie und Kirche (ab 1932) hat Ginter die Artikel Gengenbach, Gottfried Bernhard Götz, Joseph Hörr, Hans Ulrich Glöckler, Pierre Michel d’Ixnard, Martin Knoller, Lautenbach im Renchtal, Münsterlingen, Sankt Märgen, Sankt Peter, Peter Anton von Verschaffelt, Zell am Harmersbach und Jörg Zürn verfasst.
Zur literarischen kam die konservatorische Tätigkeit an vielen dieser Orte. Unter Ginters konservatorischer Aufsicht ist zum Beispiel von 1961 bis 1965 das Innere der Klosterkirche von St. Peter zu „ursprünglicher Schönheit“ restauriert worden. 1951 brachte er es fertig, für seine spätbarocke Wittnauer Pfarrkirche Mariae Himmelfahrt statt eines neuromanischen Altars, der ihm als Konservator „sehr peinlich“ war, einen beschädigten Barockaltar unbekannter Herkunft aus den Beständen des Erzbistums nebst einem Gemälde von Caspar Fuchs (1671–1741) aus den Beständen des Freiburger Augustinermuseums zu beschaffen und restaurieren zu lassen.
Auch von französischer Seite ist seine Sorge für die elsässischen Kunstdenkmäler gewürdigt worden. „Welchen Segen das von ihm eingehaltene Verfahren (dilatorischer Behandlung) dem Elsass eintrug, war besonders daraus ersichtlich, dass beim Zusammenbruch des III. Reiches kaum ein Viertel der Glocken abgeliefert war. … Im grossen und ganzen war der Bestand an alten Glocken dem Lande erhalten geblieben. Auch um die Sicherung der berühmten (14) Gobelins (zum Marienleben) des Straßburger Münsters … bemühte er sich mit seinem Freund Josef Brunissen, Direktor des Odilienberges. Dort, weit von Strassburg, bargen beide die Bildteppiche in einem geheimgehaltenen Abstellraum, wo sie vor jeglichem Zugriff geschützt waren. … Die Dankbarkeit des Elsass, die ihm … entgegentrat, hat seine Haltung diesem gegenüber für die ganze spätere Zeit bestimmt. Er liebte das schöne, mit Kunstschätzen immer noch reich ausgestattete Nachbarland wie eine zweite Heimat. Als Glocken-Ginter … ist er in die Tradition des elsässischen Klerus hineingewachsen.“

## Ehrungen
1947 wurde Ginter zum Geistlichen Rat, 1959 zum Päpstlichen Geheimkämmerer ernannt. 1952 erhielt er den Ehrentitel Professor durch das Land Baden verliehen. 1959 erhielt er das Bundesverdienstkreuz 1. Klasse. 1962, im Jahr seines goldenen Priesterjubiläums, ernannte ihn die Gemeinde Wittnau zum Ehrenbürger.